# Roy Harper
Roy Harper (ur. 12 czerwca 1941 w Rusholme, dzielnicy Manchesteru) – brytyjski muzyk rockowy i folkowy, wokalista, gitarzysta, aktor, autor bardzo osobistych, poetyckich tekstów. Uznawany jest za jednego z największych wirtuozów gitary akustycznej.
Harper obok swej kariery solowej współpracował z wieloma czołowymi grupami i artystami rockowymi. Śpiewał w utworze „Have a Cigar” grupy Pink Floyd z płyty Wish You Were Here. Nagrywał także z grupą The Nice, Alanem Parsonsem, Davidem Gilmourem, Davidem Bedfordem, Johnem Paulem Jonesem, Jimmym Page’em i innymi.
W 1972 Roy Harper zagrał rolę muzyka rockowego w dramacie społecznym Johna MacKenziego Made („Dziewczyna szuka szczęścia”). Choć Roy Harper zdobył rzeszę wiernych fanów, nigdy nie osiągnął olbrzymiej popularności. Był natomiast bardzo ceniony w środowisku muzycznym. Dowodem tego może być hołd dla niego, jakim było umieszczenie na trzecim albumie grupy Led Zeppelin utworu „Hats Off to (Roy) Harper” („Czapki z głów przed Harperem”).

## Dyskografia Roya Harpera
- Sophisticated Beggar (1966)
- Come out Fighting Ghengis Smith (1967)
- Folkjokeopus (1969)
- Flat Baroque and Berserk (1970)
- Stormcock (1971)
- Lifemask (1973)
- Valentine (1974)
- Flashes from the Archives of Oblivion [live] (1974)
- HQ (1975)
- When an Old Cricketer Leaves the Crease (1977)
- One of Those Days in England (1977)
- Commercial Break (1978)
- The Unknown Soldier (1980)
- Work of Heart (1981)
- Whatever Happened to Jugula (1985)
- Born in Captivity (1985)
- In Between Every Line [live] (1986)
- Decendants of Smith (1988)
- Loony on the Bus (1988)
- Once (1990)
- Death or Glory? (1992)
- Garden of Uranium (1994)
- Unhinged (1994)
- Burn the World (1995)
- Live at Les Cousins (1996)
- Return of the Sophisticated Beggar (1997)
- The BBC Tapes, Vol. 1 – 1969-1973 (1997)
- The BBC Tapes, Vol. 2 – In Concert 1974 (1997)
- The BBC Tapes, Vol. 3 – 1974 (1997)
- The BBC Tapes, Vol. 4 – In Concert 1975 (1997)
- The BBC Tapes, Vol. 5 – 1975-1978 (1997)
- The BBC Tapes, Vol. 6 – In Concert With Andy Roberts 1978 (1997)
- The Dream Society (1998)
- Bullinamingvase (1998)
- The Green Man (2001)
- Royal Festival Hall Live 2001 (2001)
- Counter Culture (2005)
- Songs of Love and Loss (2011)

Źródło: allmusic.com.